# Kvast-Hilda
Kvast-Hilda (engelska Broom-Hilda) är en amerikansk tecknad serie av Russell Myers. Den publicerades för första gången 19 april 1970.
Serien bygger på en absurd humor, som inte låter sig begränsas av fysiska och logiska lagar, och handlar om den 1500 år gamla häxan Kvast-Hilda, som endast gillar tre saker: öl, cigarrer och män. Hon lever i en förtrollad skog utan någon riktig förankring med verkligheten, tillsammans med sina vänner och hittar på otyg och bus. Näst Kvast-Hilda själv är den vanligaste figuren det dumma, blomsterälskande trollet Irving. I serien finns också det lilla busiga trollet Nirving, som alltid bär sin propellerkeps och är skoltrött. Gamas (världens enda gam som är vegetarian) är också en god vän till dem, medan den ofta elake Grelber bor inut en urholkad stock och endast visar sig som två ögon och en mun.
1975 tilldelades Myers National Cartoonists Societys pris för humorserier.
På svenska har serien publicerat i serietidningarna Knasen, Lilla Fridolf och Hälge, samt i enstaka seriealbum.

## Animationer
Serien har filmatiserats för två animerade tv-serier, som ett av flera inslage i Archie's TV Funnies (1971) och Fabulous Funnies (1978), båda producerade av Filmation.